# Suite de Jacobsthal
En mathématiques, la suite de Jacobsthal est une suite d'entiers portant le nom du mathématicien allemand Ernst Jacobsthal (en) (1882-1965). Comme la suite de Fibonacci, elle modélise l'accroissement d'une population de lapins.   
Sachant qu'un couple de lapins donne naissance à deux nouveaux couples chaque mois et que chaque couple commence à engendrer à partir du deuxième mois suivant sa naissance, on demande le nombre total de couples au n-ième mois.  
La suite commence par 0 et 1, puis chaque terme est obtenu en ajoutant le nombre précédent à deux fois le nombre anté-précédent. Les premiers termes en sont donc : 
0, 1, 1, 3, 5, 11, 21, 43, 85, 171, 341, 683, 1365, 2731, 5461, 10923, 21845, 43691, 87381, 174763, 349525,… suite A001045 de l'OEIS.
C'est aussi une suite de Lucas {\displaystyle U_{n}(P,Q)}, obtenue pour {\displaystyle P=1,Q=-2}. 

## Historique
D'après Knuth, Ernst Jacobsthal n'a probablement jamais vu les valeurs de cette suite. C'est le mathématicien australien Alwyn Francis Horadam qui a utilisé l'appellation « suite de Jacobsthal », car « une suite aussi importante a besoin d'un nom, et il existe une loi qui dit que le nom de quelque chose ne devrait jamais être celui de son découvreur » (loi de Stigler).

## Définition et formules
La suite de Jacobsthal est donc définie par récurrence double par : 
{\displaystyle J_{n}={\begin{cases}0&{\mbox{si }}n=0\\1&{\mbox{si }}n=1\\J_{n-1}+2J_{n-2}&{\mbox{si }}n\geqslant 2\\\end{cases}}}
L'application de la formule de Binet pour les suites récurrentes linéaires donne : 
{\displaystyle J_{n}={\frac {2^{n}-(-1)^{n}}{3}}.}
on en déduit les formules de récurrence simples : 
{\displaystyle J_{n+1}=2J_{n}+(-1)^{n}=2^{n}-J_{n}}
d'où :
{\displaystyle J_{n+1}=2^{n}\sum _{k=0}^{n}{(-1)^{k} \over {2^{k}}}=(-1)^{n}\sum _{k=0}^{n}{(-1)^{k}{2^{k}}}}
La fonction génératrice est 
{\displaystyle \sum _{n=0}^{\infty }J_{n}x^{n}={\frac {x}{(1+x)(1-2x)}}.}
La somme des inverses des nombres de Jacobsthal non nuls est environ égale à 2,7186, résultat légèrement supérieur à e. 
En prolongeant la suite aux indices négatifs de sorte à avoir {\displaystyle J_{n}=J_{n-1}+2J_{n-2}}, pour tout entier relatif {\displaystyle n}, on a : 
{\displaystyle J_{-n}=(-1)^{n}J_{n}/2^{n}}
et
{\displaystyle 2^{n}(J_{-n}+J_{n})=3(J_{n}^{2}=\,} A139818{\displaystyle (n))}

## Suite de Jacobsthal-Lucas
La suite de Jacobsthal-Lucas est la suite de Lucas {\displaystyle j_{n}=V_{n}(1,-2)} associée à {\displaystyle J_{n}=U_{n}(1,-2)}  :   . Seules les valeurs initiales diffèrent : 
{\displaystyle j_{n}={\begin{cases}2&{\mbox{si }}n=0\\1&{\mbox{si }}n=1\\j_{n-1}+2j_{n-2}&{\mbox{si }}n\geqslant 2\\\end{cases}}}
Récurrence simple :  
{\displaystyle j_{n+1}=2j_{n}-3(-1)^{n}.\,}
Formule générale:  
{\displaystyle j_{n}=2^{n}+(-1)^{n}.\,}
Les premières valeurs sont: 
2, 1, 5, 7, 17, 31, 65, 127, 257, 511, 1025, 2047, 4097, 8191, 16385, 32767, 65537, 131071, 262145, 524287, 1048577,… suite A014551 de l'OEIS.

## Nombres oblongs de Jacobsthal
Ce sont les produits de deux termes consécutifs : {\displaystyle Jo_{n}=J_{n}J_{n+1}}.      
Premières valeurs : : 0, 1, 3, 15, 55, 231,… suite A084175 de l'OEIS.